# 鞘熊蛛
鞘熊蛛（学名：Arctosa vaginalis）为狼蛛科熊蛛属的动物。在中国大陆，分布于云南等地。该物种的模式产地在云南。